# Искандар-Путери
Искандар-Путери (малайск. Iskandar Puteri, ранее — Нусаджая) — город в Малайзии, столица штата Джохор. Расположен вдоль Джохорского пролива, на южной оконечности полуострова Малакка. Является самым южным городом континентальной Евразии. Вместе с соседними городами Джохор-Бару и Пасир-Гуданг он расположен в округе Джохор-Бару, втором по численности населения округе Малайзии. 15-й по загруженности контейнерный порт в мире, порт Танджунг-Пелепас, также расположен в городе.
В Искандар-Путери находится Кота-Искандар, который представляет собой резиденцию правительства штата Джохор (исполнительная и законодательная власть).